# Корнелије Непот
Корнелије Непот (лат. Cornelius Nepos) је био римски полиограф и енциклопедиста, савременик и пријатељ Цицеронов, Атиков и Катулов.
Као историчар, по Курту Вахсмуту, Непот нема никакве вредности, а као стилиста, по Едуарду Нордену, још горе је прошао. Међутим, како наводи Милан Ј. Мајзнер, судећи по оном што је очувано од њега, плус ако се узму у обзир како његови претходници тако и његово ограђивање од тога да пише историју, и ако се има у виду да се обраћа не баш ученим читаоцима, онда би се његов књижевни рад могао назвати популарним с извесном тенденцијом.
Све у свему, ако се погледа на развитак римске историографије и размотри какво место заузима Непот у том развитку, приметиће се, како тврди Јулије Голик, да је он као прво зачетник светске повеснице, а као друго сакупљач занимљивих причица и анегдота. У једном и у другом смеру нашао је доцније доста следбеника, тако да је његов утицај на каснију римску књижевност био и те како значајан.

## Детињство и образовање
Непот се родио у северној Италији, која је у првом веку п. н. е. дала велики број важних књижевника. Место рођења не можемо са сигурношћу утврдити, али се зна да је било на реци По, недалеко од Вероне. Сматра се да је рођен негде пре 100. године п. н. е. и да је доживео дубоку старост. Да би се што боље образовао отишао је веома млад у Рим, дружио се са богатим, образованим Титом Помпонијем Атиком, славним реторичарем Марком Тулијем Цицероном и лирским песником Валеријем Катулом. Претпоставља се да се није бавио државним пословима.

## Књижевни рад

### 
у ствари представља сажет приказ опште историје у, чини се, три књиге. O наслову и о каквој-таквој представи садржаја извештавају следећи:
Аусоније — Обраћајући се у једном од својих писама преторијском префекту Пробу, Аусоније му шаље Тицијанове Басме и Непотове Хронике, истичући притом да се ове последње нимало не разликују од ових пређашњих, као и то да су погодне за образовање деце.
|  | Пробе, човече најврлији, знам да је због кашњења до ког је дошло захваљујући старинарима задовољство услед мог ишчекивања сплахнуло. Па ипак, с друге стране држим да нисам погазио реч. Шаљем Твојој племенитости Тицијанове »Басме« и Непотове »Хронике« — ове друге готово да су басме, јер су и оне исто такве као што су и приче. И притом се радујем и, штавише, ликујем, због нечега што ће бити, што има да допринесе образовању твојих. |

Катул, посвећујући своје песме Непоту, указује, премда нејасно, следећим речима на предмет и опсег поменутог дела:
|  | Коме посвећујем ову нову, умиљату књижицу, изглађену попут огољеног плавца? Теби, Корнелије, јер си ти обичавао да моје лакрдије сматраш за нешто. Баш зато што си се тада усудио, једини од Италаца, да трима књигама разложиш свако доба, које су вала учено, Јупитера му, и марљиво урађене; прими к себи, ма шта је-да је, ову књижицу, која, о Девицо Заштитницо, има да опстане вечно, дуже од једног поколења. |

Муниције Феликс наводи дугачку листу људи који су тобоже постали богови, позивајући се притом на више, такорећи, историчара, између осталог и на Непота.
|  | Наиме, сви писци из давнина, било да су грчки или римски, издавали су Сатурна, творца овога (људског) рода и мноштва, за човека. За ово зна Непот, као и Касијева историја, а о томе су говорили како Талос тако и Диодор. |

Exempla, скуп анегдота из историје, географије и сл. 
Најзанимљивије дело је лат. De viris illustribus, биографије познатих, које је обухватало 16 књига. Приказани су краљеви, војсковође, државници, реторичари, песници, филозофи, историчари. Само један део је сачуван: трећа књига лат. "De excellentibus ducibus exterarum" i из дванаесте - лат. "De historicis latinis". У питању су биографије неримских војсковођа и биографије Катона Старијег и Т. Помпонија Атика. Непотов циљ био је да прошири историјско знање међу широким народним масама, а на тај начин и деловати на њих. Покушава да направи јасну разлику између добра и зла, да буде непристрасан, али често се осврћући се на анегдоте, заборавља битне ствари.
Непот је веома утицао на каснију римску књижевност и сматра се зачетником светске историографије међу римским писцима републиканског доба.

## Примедбе на језик и стил Корнелија Непота

### α - речи које се ретко налазе код класика
- = пратилац
- = реч којом се оглашава Атина као Urbs место Рима
- = друговање у школи
- уместо donec, архаични израз
- , пре Корнелија нико ову реч није употребљавао
- , у смислу образовати
- , у активном смислу као грчки αγνωστος = који непознаје
- = богати поклони
- = вид, поетичан израз
- = списак осуђеника, протокол парнице
- = по грчки ψηφισμα
- = предак, израз се среће само још код Овидија
- , у класичној прози тај израз се користи само за биљке, а код Непота само у смислу „потомак“, што је иначе случај само у поезији
- = развијати се. Ова реч се употребљава само у поезији и то у пренесеном значењу.

### β - речи које се налазе само код Корнелија Непота
- , овом речју Непот означава Лакедемонску повељу. Иначе, ова реч се употребљава у смислу буздована, а служи нарочито да се њом означи Херкулов буздован.
- = љубазност. У латинском се у том смислу употребљава само придев communis.
- , у латинском се иначе налази само глагол
- , као и горенаведена реч
- , у смислу дражест

### Особине у облику речи
1. Генитив личних грчких именица код Непота се завршава на i, уместо на is. Тако се налази Neocli место ; Themistocli; Pericli; Andocidi; Procli и Polymni место .
2. Непот употребљава сажете облике: α) код именица: Byzanti; Coli; barbarum место ; Molossum; deum sententiae; deum numen; ingratis β) код глагола: saltasse, cantasse, postulasset, expugnasset, audisset, redisset, tentasti, existimasti итд. Међутим, и поред сажетих, Непот употребљава и пуне облике.
3. Корнелије употребљава час implicitus, час implicatus. Кад се ради о болести, онда каже implicatus као и in morbum implicitus. Иначе каже implicatus: utraque implicatus tyrannide Dionysiorum, tantis implicatus rebus.
4. Употребљава архаичне облике као poenicus за punicus, Graeciae civitatis, Graeciae gentis de regibus totae место .
5. Плусквамперфекат конјунктива некада је са forem: iudicatum foret, praefinitum foret, forent adducti. Исто тако, forem се налази и уз партицип футура актива: aperturi forent, laudaturi forent.
6. Код Непота се налази више примера помоћног глагола habere с партиципом пасивним: cius in pernicie positam spem habuissent victoriae; percepta habuit praecepta, diligenter habuit cognitam.

### Синтактичне особине
Именице — Непот употребљава Mille као именицу: .
Апозиција — Непот често партицип слаже с апозитивним именом, а не с речју на крају на коју се односи: Eorum urbem ut propugnaculum oppositum esse barbaris; neque huc amplius quam pellis esset iniecta.
Генитив каквоће — Непот с њим често одређује животну доб: annorum octoginta; annorum quinque et quadraginta; annorum decem septemque. Уз maior и minor natus изоставља често поредбени прилог quam: maior annos sexaginta natus, а понекад ставља после њих аблатив: minor quinque et viginti annis natus. У неким примерима придев стоји с номинативом или аблативом каквоће: fortissimum virum maximque consilii; niger et capillo longo barbaque promissa.
Придеви — Непот има обичај да ставља по два придева један уз другог: quotidiani maximi fierent sumptus; frequentes delatos honores; domestico summo genere.
Суперлатив inimicissimum употребава као именицу: .
Личне и присвојне заменице — Синтактична особина конструкција поменутих се много разликује од обичне синтаксе. Тако се налази is, ea, id тамо где треба да стоји sui, sibi, se. Непот има обичај да раставља глаголом присвојну заменицу од именице: classem constituisset suam, studiis obsequeendi suis.
Глаголи — После praestare и instare код њега долази акузатив.
Партицип ferentem = φερουσα 
Предлози — Често изоставља предолог in који стоји или уз акузатив или уз аблатив: 
Предлог који стоји уз аблатив cum ставља пред односну заменицу да је споји с њом: cum quibus. Не ставља предлог пред апозицију једне месне именице: Athenis, splendidissima civite.
Composito употребљава као прилог без ex. Уместо самог прилога contra употребљава увек contra ea. Употребљава елиптичне изразе: reliquos ordiamur место reliquorum vitam exponere ordiamur; explicare imperatores.

## Синтактичне особине код реченица
Подмет је често изостављен у реченицама acc. c. infinit.: ad te venisse (me) patiaris; si quid Brutus de suis facultatibus uti voluisset (eum) usurum итд.
 долази с acc. c. inf. уместо са quin: non dubito fore plerosque; neque dubitabat facile se consecuturum (esse) итд. 
 долази с инфинитивом место са везником ut: legati hortarentur accipere.
Израз si verum est долази с ut место с acc. c. inf.. На то се уосталом наилази и код Цицерона.